# Episodi di Ma il portiere non c'è mai?
La prima e unica stagione della serie televisiva Ma il portiere non c'è mai? è stata trasmessa in prima visione in Italia da Canale 5 nel 2002.
| nº | Titolo                             | Prima TV Italia |
| -- | ---------------------------------- | --------------- |
| 1  | Portiere legale                    | 16 giugno 2002  |
| 2  | Al cuor non si comanda             | 16 giugno 2002  |
| 3  | Caccia al ladro                    | 23 giugno 2002  |
| 4  | Visite guidate                     | 23 giugno 2002  |
| 5  | Compleanno da dimenticare          | 30 giugno 2002  |
| 6  | Colpi di fulmine                   | 30 giugno 2002  |
| 7  | Contravvenzione                    | 7 luglio 2002   |
| 8  | Quando la banda passò              | 7 luglio 2002   |
| 9  | Ritorni di fiamma                  | 14 luglio 2002  |
| 10 | Coraggio fa novanta                | 14 luglio 2002  |
| 11 | Punti di arrivo, punti di partenza | 21 luglio 2002  |
| 12 | Febbre del venerdì sera            | 21 luglio 2002  |